# Mitsubishi ML-G10
Mitsubishi ML-G10 (ML-G10) је кућни рачунар фирме Mitsubishi који је почео да се производи у Јапану током 1985. године.
Користио је Zilog Z80A или еквивалентну микропроцесорску јединицу а RAM меморија рачунара је имала капацитет од 64 KB. 
Као оперативни систем кориштен је MSX DOS 2.0.

## Детаљни подаци
Детаљнији подаци о рачунару ML-G10 су дати у табели испод.
|                       | |
| [ 1 ]                 | |
| Произвођач            | |
| Тип                   | кућни рачунар                                                                                      |
| Меморија              | 64 KB                                                                                              |
| Поријекло             | Јапан                                                                                              |
| Година                | 1985                                                                                               |
| Тастатура             | тастатура са пуним помаком тастера са 5 функцијских тастера, нумеричка тастатура и тастери смјера. |
| Процесор              | или еквивалент                                                                                     |
| Фреквенција процесора | 3,58                                                                                               |
| RAM                   | 64 KB                                                                                              |
| ROM                   | 32 (програм за цртање) + 48 (MSX Basic)                                                            |
| Текст                 | 40 x 24 / 32 x 24                                                                                  |
| Графика               | 64 x 48 / 256 x 192 / 256 x 212 / 512 x 212                                                        |
| Боја                  | 512                                                                                                |
| Звук                  | 3 канала, 8 октава                                                                                 |
| Димензије             | 424 x 285 x 67                                                                                     |
| Портови               | |
| Оперативни систем     | |